# Desodorant

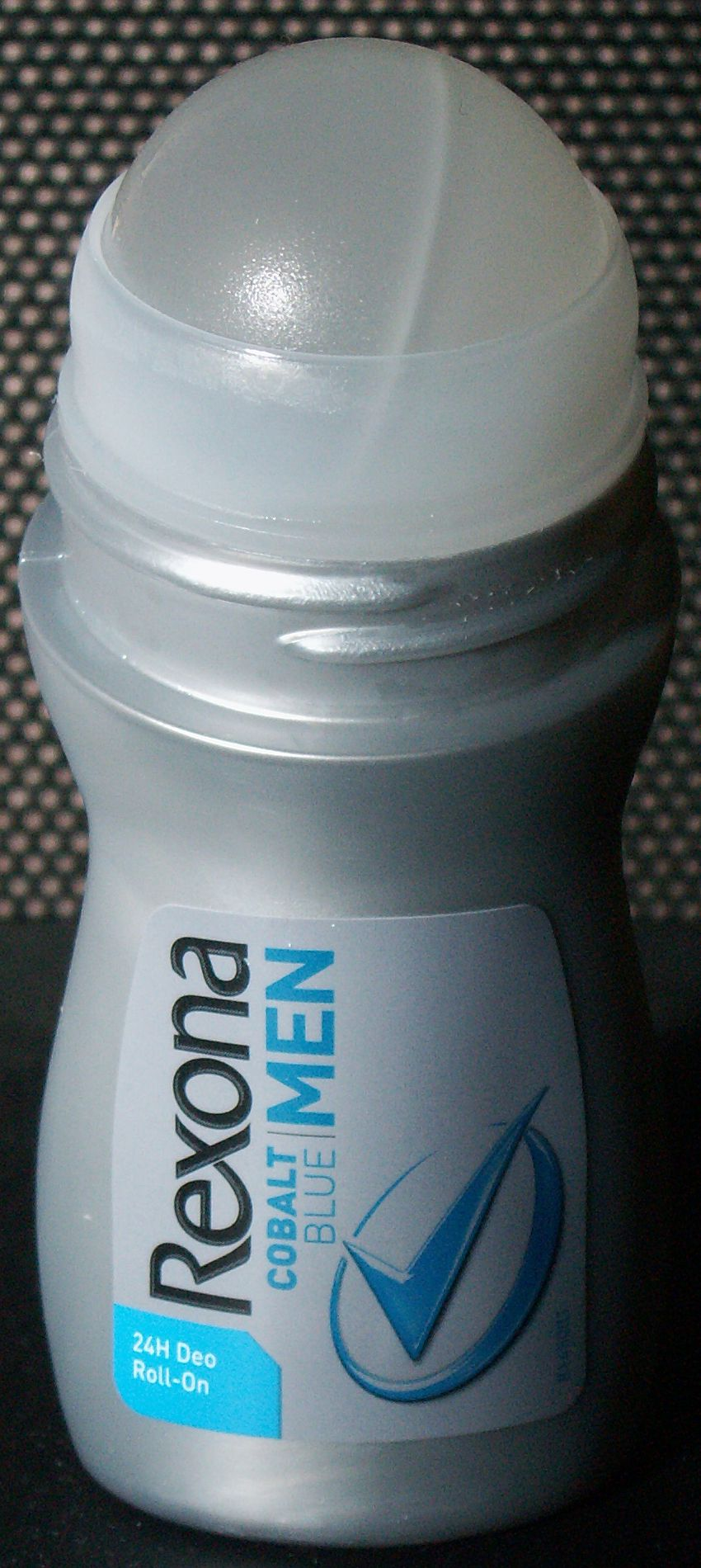
Desodorant per home amb bola dosificadora.

El desodorant és un producte emprat per a eliminar o tapar una olor. L'ús quotidià de la paraula correspon als productes cosmètics d'higiene personal, que se solen aplicar a les aixelles i/o altres punts d'alta calor corporal per evitar que les secrecions de suor, i conseqüentment de feromones, puguin causar situacions vergonyoses en les quals la resta de gent pugui percebre-les olfactivament. El mitjà més comú d'aplicació d'aquests productes és amb aerosol o amb una bola dosificadora.

## Història
La idea d'evitar les olors corporals desagradables és antiga. A l'antic Egipte feien servir com a desodorant els banys de perfum, la depilació i els massatges amb olis perfumats, com també, finalment, l'alum. L'ús de l'alum era conegut fins i tot a l'antiga Xina. Tanmateix, el mètode més usual en l'antiguitat a fi de combatre les males olors corporals era l'ús d'olis pesants perfumats.
Al segle xviii, va haver-hi avenços en el desenvolupament dels desodorants: es va descobrir que les glàndules sudorípares produïen suor i es va notar que els bacteris eren els responsables de l'olor associada. Sabent que el creixement dels bacteris requeria humitat i escalfor, es van cercar compostos que disminuïssin la humitat o actuessin directament sobre els bacteris, inhibint-ne el creixement. Al segle xix, es van utilitzar tintures d'amoníac, que provocaven, tanmateix, inflamacions cutànies.
El primer desodorant comercial, Mum, a base de zenc, fou introduït a la fi del segle xix a Filadèlfia, als Estats Units. Se'n desconeix qui l'inventà.

## Diferències entre els antitranspirants i els desodorants
Els termes antitranspirant i desodorant es poden confondre, però en realitat, són productes diferents. Els antitranspirants controlen la transpiració i l'olor corporal de dues formes: en primer lloc, eviten que la transpiració arribi a la superfície de la pell i, en segon lloc, eliminen els bacteris que produeixen olor corporal mitjançant ingredients antimicrobians. Els desodorants es diferencien dels antitranspirants, ja que només contenen agents antimicrobians que eviten la mala olor. Els antitranspirants i els desodorants sovint contenen fragàncies que ajuden a cobrir la mala olor corporal.
Al llarg de les últimes dècades diferents estudis han relacionat els antitranspirants i els desodorants amb el càncer de mama. Aquestes investigacions es basen en el fet que la majoria dels tumors de mama es localitzen en el quadrant superior extern, la zona més propera a l'aixella, des d'on es filtraria l'alumini, principal component d'aquests productes, fins al teixit mamari. Els resultats han estat molt diversos i fins avui no s'ha realitzat cap recerca considerable que demostri aquesta relació. La diferència entre els antitranspirants i els desodorants radica en el fet que el primer controla i redueix la producció i alliberament de la suor a la pell, mentre que el segon només neutralitza la mala olor gràcies a la presència de substàncies antibacterianes en la seva composició. Les sals d'alumini són les que proporcionen l'acció antitranspirant reduint l'alliberament de suor.